# Кампитело ди Фаса
Кампитело ди Фаса (итал. Campitello di Fassa) је насеље у Италији у округу Тренто, региону Трентино-Јужни Тирол.
Према процени из 2011. у насељу је живело 672 становника. Насеље се налази на надморској висини од 1423 м.

## Становништво
| 1931. | 1936. | 1951. | 1961. | 1971. | 1981. | 1991. | 2001. | 2011. |
| ----- | ----- | ----- | ----- | ----- | ----- | ----- | ----- | ----- |
| 514   | 451   | 481   | 477   | 588   | 653   | 708   | 732   | 737   |